# Makri (Evros)
Makri (en griego: Μάκρη) es un pueblo y un distrito municipal de la ciudad de Alejandrópolis, unidad regional de Evros, Grecia. En 2001 su población era de 805 habitantes en el pueblo propiamente tal, y 1642 en el distrito municipal. Está situado en la costa del mar Egeo, 12 km al oeste del centro de la ciudad de Alejandrópolis (Alexandroupoli). Makri, tiene una salida a la autopista en la calle Egnatia, que pasa por el norte del pueblo.   

## Subdivisiones
- Makri, pob. 805
- Dikella, pob. 285
- Ennato, pob. 200
- Koimisi Theotokou, pob. 39
- Mesimvria, pob. 149
- Panorama, pob. 33
- Paralia Dikellon, pob. 25
- Plaka, pob. 106

## Población
| AÑO  | POBLACIÓN DEL PUEBLO | POBLACIÓN DEL DISTRITO MUNICIPAL |
| ---- | -------------------- | -------------------------------- |
| 1981 | -                    | 1,334                            |
| 1991 | 738                  | -                                |
| 2001 | 820                  | 1,674                            |

## Historia
Makri estuvo regida por el Imperio Otomano hasta las Guerras Balcánicas de 1912, bajo el nombre de Miri. Después de 1912, se convirtió en parte de Bulgaria. En 1920 pasó a integrar Grecia y en 1941-1944 fue re-ocupada por las fuerzas búlgaras durante la Ocupación de Grecia por las Fuerzas del Eje.

## Galería

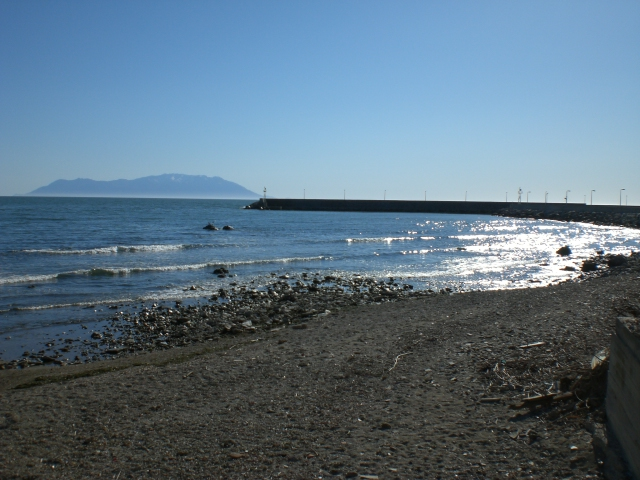
Línea de costa de Evros
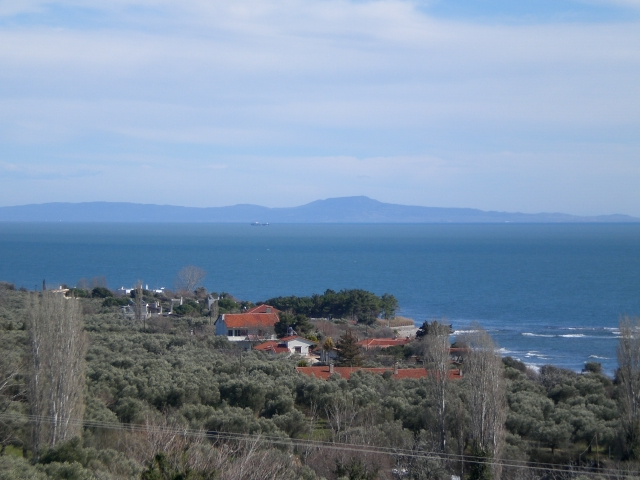
Vista desde una colina en Makri
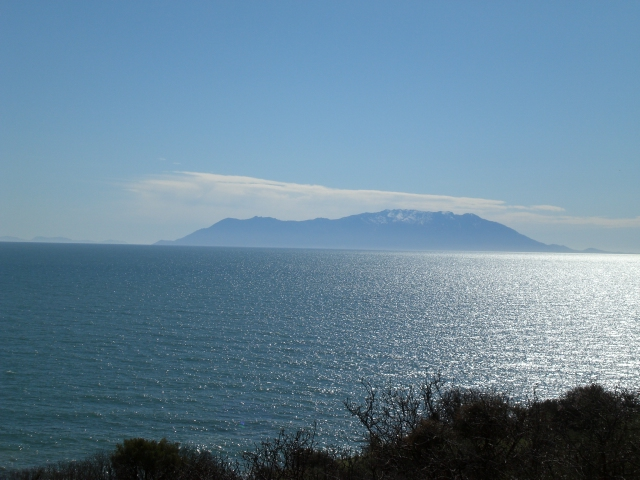
Vista de Samotracia desde Makri
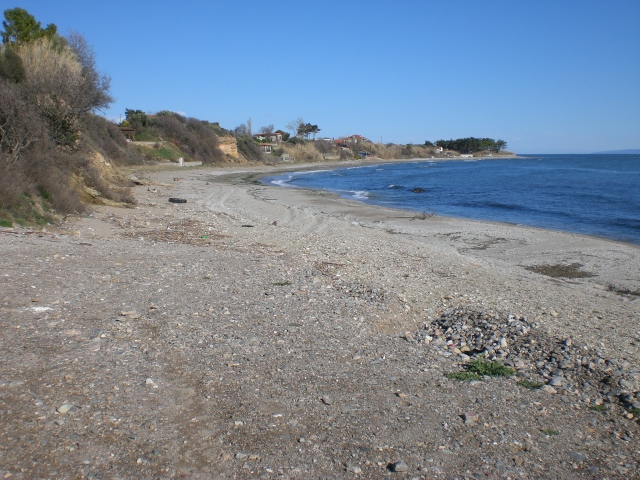
Playa de Makri
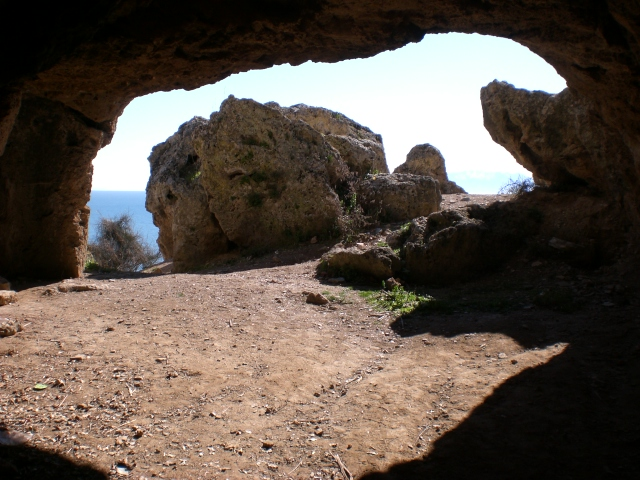
Cueva del cíclope
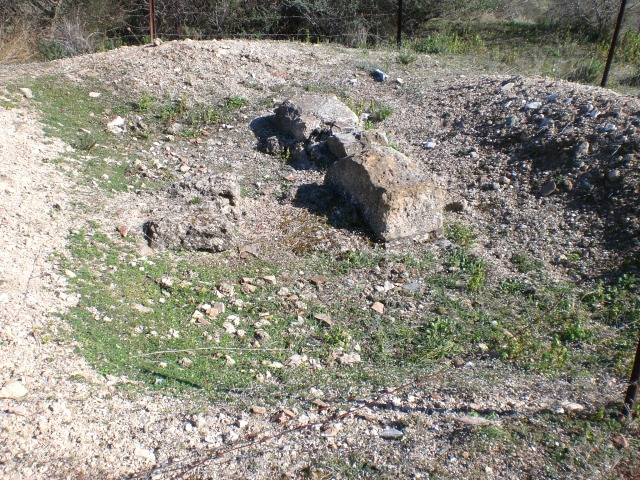
Ruinas en Makri, Evros
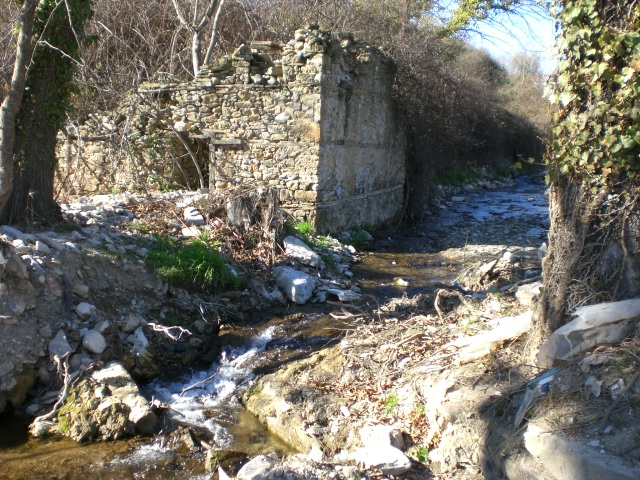
Arroyo del pueblo de Makri